# Kanoya
Kanoya (Japans: 鹿屋市, Kanoya-shi) is een Japanse stad in de prefectuur Kagoshima. In 2015 telde de stad 104.188 inwoners.
Kanoya is qua inwoners de grootste stad van Japan zonder spoorwegverbinding, vanwege de ontmanteling van de Ōsumi-lijn in 1987.

## Geschiedenis
Op 27 mei 1941 werd Kanoya benoemd tot stad (shi). In 2006 werden de gemeenten Aira (吾平町), Kushira (串良町) en Kihoku (輝北町) toegevoegd aan de stad.
Subprefecturen:
Kumage · Oshima

Steden:
Aira · Akune · Amami · Hioki · Ibusuki · Ichikikushikino · Isa · Izumi · Kagoshima (hoofdstad) · Kanoya · Kirishima · Makurazaki · Minamikyushu · Minamisatsuma · Nishinoomote · Satsumasendai · Shibushi · Soo · Tarumizu

Districten:
Aira · Isa · Izumi · Kagoshima · Kimotsuki · Kumage · Soo · Satsuma · Oshima

Gemeenten per district